# 翁同爵
翁同爵（1814年—1877年），字玉甫，江蘇常熟縣人。晚清官員。
翁同爵爲大學士翁心存之子，安徽巡撫翁同書弟，大學士翁同兄。廕生。历官兵部主事，升湖南按察使、湖南布政使，陕西巡撫。光緒三年（1877年）任湖北巡抚，兼署湖广总督。卒於任內。

## 外部連結
- 翁同爵 （页面存档备份，存于） 中研院史語所

1. ↑  高拜石 正中書局版 <新編古春風樓瑣記>(十八) P228